# Comuna Loški Potok
Loški Potok (Občina Loški Potok) este o comună din Slovenia, cu o populație de 1.958 de locuitori (2002).

## Localități
Črni Potok pri Dragi, Draga, Glažuta, Hrib - Loški potok, Lazec, Mali Log, Novi Kot, Podplanina, Podpreska, Pungert, Retje, Srednja vas pri Dragi, Srednja vas - Loški potok, Stari Kot, Šegova vas, Trava, Travnik